# Moitalampi
Moitalampi är en sjö i kommunen Kemijärvi i landskapet Lappland i Finland. Sjön ligger 229,6 meter över havet. Arean är 21 hektar och strandlinjen är 4,34 kilometer lång.  Den  ingår i Kemi älvs huvudavrinningsområde.  Sjön ligger omkring 62 kilometer öster om Rovaniemi och omkring 730 kilometer norr om Helsingfors. 
I sjön finns öarna Vavasaari och Kivikkosaari. Moitalampi ligger sydöst om Syväselkä och öster om Moitajärvi. 